# 7 Notas 7 Colores
7 Notas 7 Colores est un groupe de hip-hop espagnol, originaire d'El Prat de Llobregat, à Barcelone. Formé en 1993, le groupe se sépare en 2002.

## Biographie
Initialement formé de Dive Dibosso, DJ Neas, Eloy et Mucho Muchacho, le groupe se réduit en un duo formé de Mucho Muchacho (MC), et Dive Dibosso (producteur), accompagné par DJ Neas dans les concerts. Après la publication de leur premier album, Hecho, es simple le 16 novembre 1999, Neas abandonne la formation, et est remplacé par Eddy la Sombra, comme MC. Avant, DJ Vadim était le disc jockey et producteur de la formation.
En 1999, 7 Notas 7 Colores publie un nouvel album intitulé 77, avec de bons résultats de ventes, et devient le premier groupe à être listé par AFYVE. Le groupe publie son tout dernier album studio intitulé La Mami Internacional. L'album est nommé aux Premios Grammy Latinos dans la catégorie « meilleur album rap/hip-hop ». En 2002, le groupe se sépare.
En 2007, Mucho Muchacho confirme la réunion de 7 Notas 7 Colores avec une nouvelle formation. Hormis Mucho Muchacho et DJ Vadim, le nouveau membre du groupe inclut Principiante, MC originaire de Valence. Depuis 2008, le groupe ne montre aucune nouvelle activité.

## Discographie
- 1997 : Con esos ojitos/Puercos
- 1997 : Hecho, es simple
- 1998 : La Medicina
- 1999 : 77
- 1999 : Gorilas y bananas
- 2000 : La Mami Internacional
- 2002 : Yo vivo
- 2007 : Panoja ! (LP)